# Hude (Oldenburg)
Hude is een gemeente in de Duitse deelstaat Nedersaksen, en maakt deel uit van het Landkreis Oldenburg.
Hude telt 16.052 inwoners.

## Indeling gemeente
De gemeente, die blijkens haar website per 31 december 2020 16.004 inwoners telde,  bestaat uit de volgende Ortsteile:
- Altmoorhausen (W, aan de Z-rand van Lintel)
- Hemmelsberg (W, tussen Tweelbäke en Lintel)
- Holle (Hude) (W)
- Holler-Neuenwege (W, aan het spoor naar Oldenburg)
- Hudermoor, voormalige veenkolonie aan de N-rand van Hude-Nord
- Hurrel (WZW, op de grens met de gemeente Hatten)
- Kirchkimmen (Z, bij afrit 18 (Hude) van de A28)
- Lintel (W, ten Z van het spoor naar Oldenburg)
- Maibusch (2 km N)
- Nordenholz (Z, aan de N-kant van het Hasbruch)
- Nordenholzermoor (Z)
- Oberhausen (Hude), bij Wüsting (W)
- Tweelbäke-Ost, bij Autobahnkreuz Oldenburg-Ost, waar de A28 en de  A29 elkaar kruisen, 14 km ten W van Hude; de westhelft van dit gehucht is een Stadtteil van Oldenburg;
- Vielstedt (Z)
- Wraggenort (W)
- Wüsting-Grummersort (W)
- Wüsting-Holler-Neuenwege (W)
- Wüsting-Wraggenort (8 km W, bij het spoor naar Oldenburg)
- Hude Süd (ten Z van het spoor)
- Hude Nord ( ten N van het spoor)

Aangegeven is de richting (N = noordelijk, Z = zuidelijk enz.) ten opzichte van de hoofdplaats Hude. De gemeente houdt de bevolkingscijfers niet uitgesplitst per Ortsteil bij.

### Wapensvan Ortsteile van Hude

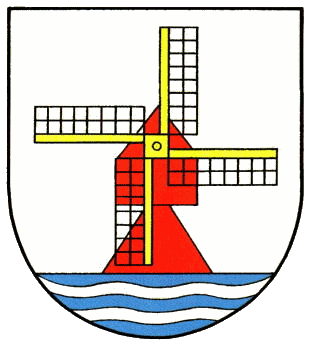
Wapen van Wüsting

## Ligging, verkeer, vervoer

Lijnennetkaart Regio-S-Bahn Bremen/Niedersachsen (2022)
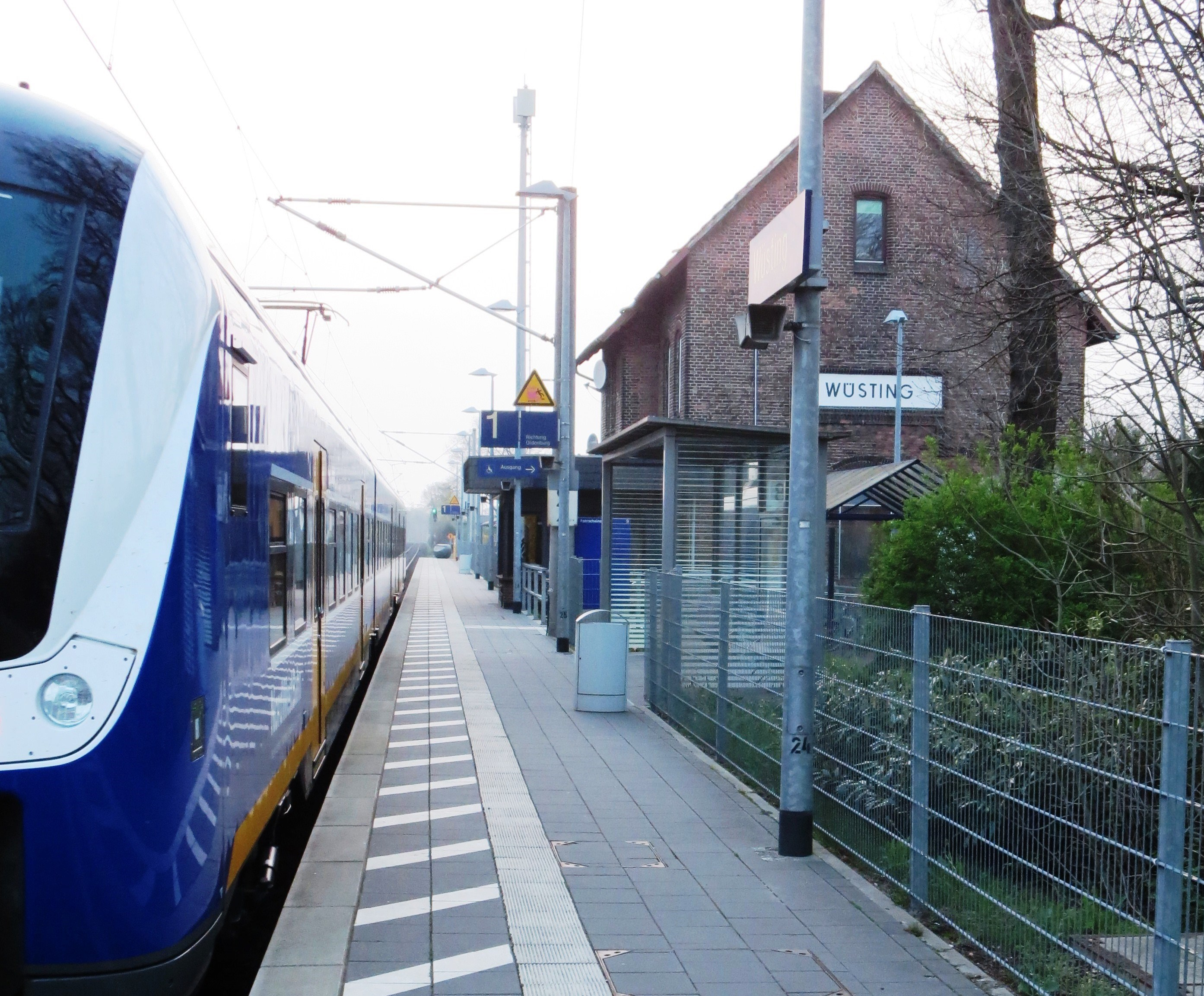
Het stationnetje van Wüsting

Hude ligt 17 km ten oosten van de stad Oldenburg , 12 km ten westen van Delmenhorst en 22 km ten westen van Bremen.
In noordelijke richting liggen, in het historische, dicht bij de Wezer gelegen polderlandschap Stedingen, de gemeentes Elsfleth en, meer oostelijk, Lemwerder. In zuidelijke richting strekt zich de gemeente Ganderkesee in het Naturpark Wildeshauser Geest uit, waarvan het landschap en de bodemgesteldheid sterk lijken op die in de Nederlandse provincie Drenthe.
Hude vormt een overgangsgebied tussen het ongeveer op zeeniveau gelegen mondingsgebied van de Wezer, met veel weiland, en het 20–50 m hoger gelegen heide- en hoogveengebied van de Wildeshausener Geest. Mede daarom lopen de beken en riviertjes in de gemeente meestal van zuid naar noord. Het natuurgebied Hasbruch ligt gedeeltelijk in deze gemeente.
De plaats wordt doorsneden door de belangrijke spoorlijn tussen Oldenburg en Delmenhorst (en verder naar Bremen). Ook intercity-treinen Oldenburg-Bremen stoppen op Station Hude. De Regio-S-Bahn Bremen/Niedersachsen stopt er ook; lijn RS3 heeft ook in het Ortsteil van Hude Wüsting een halteplaats. Zie bovenstaande lijnennetkaart (2021).
De A28 loopt langs de zuidgrens van de gemeente. Afrit 18 (Hude) van deze autobahn ligt bij Ortsteil Kirchkimmen. Van hier bereikt men het centrum van het dorp na 7 km over binnenwegen.

## Geschiedenis

### Het klooster

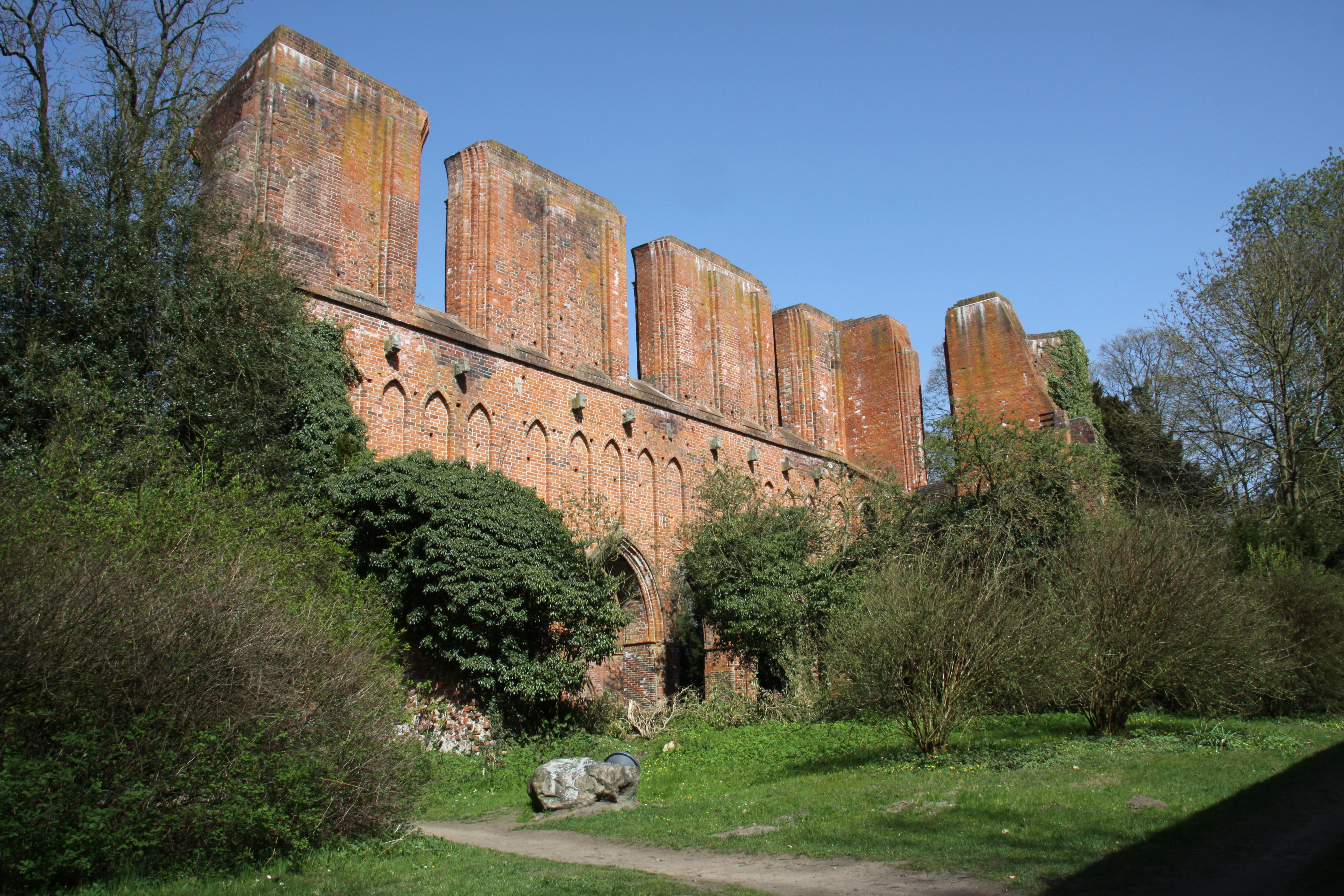
Kloosterruïne

In 1232 werd het in een afgelegen beekdal door cisterciënzer monniken gebouwde klooster Portus sanctae Mariae voor het eerst genoemd in de „Annales Cistercienses“. Na de Kruistocht tegen de Stedingers (1234) verwierf het in Stedingen uitgestrekte landerijen. In 1482 ging het over van het Graafschap Oldenburg naar het Prinsbisdom Münster. In de 16e eeuw werd het, na de Reformatie, door protestantse soldaten verwoest. De lutheranen namen de kapel van de portier als hun kerk (St. Elisabethkerk) in bezit, een situatie die tot op vandaag voortduurt. Rondom het klooster had zich het overwegend door boeren en ambachtslieden bewoonde dorp ontwikkeld.
In de 17e eeuw werden de restanten van het klooster ten behoeve van bouwprojecten elders verder afgebroken, teneinde de stenen van de muren te kunnen recyclen.
In 1687 kocht de adellijke familie Von Witzleben het voormalige huis van de abt en bouwde het tot havezate om. Dit geslacht woont daar nog steeds. 
In de gehele 19e, en de eerste helft van de 20e eeuw was de ruïne een geliefd onderwerp voor schilders en andere beeldende kunstenaars vanaf de Romantiek tot aan het expressionisme. 
Het gehele terrein is in de 19e en 20e eeuw diverse malen gerestaureerd. De ruïne ligt nu in een fraai park aan de westrand van het dorp Hude. Er vlakbij, aan weerszijden van de spoorlijn naar Oldenburg, strekt zich een vrij groot perceel bos uit.

### Overig
De plaatsnaam Hude hangt volgens de meeste geleerden samen met een (met verouderd Engels hithe, haventje, verwant) Oudsaksisch woord voor een zeer kleine haven, bestaande uit een plankier aan een beekoever, waar kleine schepen konden aanleggen en worden gelost of beladen. Een minderheid ziet een verband met hoeden: (een Hudewald, waar boeren in de omgeving hun vee hoedden of weidden).
- 1867: Opening van de spoorlijn Bremen – Oldenburg en vanaf 1873 de spoorlijn Hude – Nordenham.
- 1930: Sluiting van de olieraffinaderij van Hude (die in 1900 was opgericht); het directeurshuis is blijven staan en is nu een schoolgebouw.
- 1972: vrijwillige fusie van de gemeenten Hude en het ten westen daarvan gelegen Wüsting.

## Economie
De economie van de gemeente drijft op kleinschalige handel en nijverheid, toerisme en landbouw.
In de gemeente staat, in Ortsteil Kirchkimmen, een grote, aan Wienerberger AG toebehorende steenfabriek. Ook de Amazonen-Werke hebben in Hude een fabriek van landbouwmachines.

## Bezienswaardigheden
- De  overblijfselen van het klooster met de kerk (die vroeger een portierskapel van het klooster was), met klein museum en kloostercafé.
- De fietsroute langs de Huder Bach, de dorpsbeek; de oude watermolen bij het klooster is schilderachtig; plaatselijke kunstenaars hebben langs de beek een beeldenroute gecreëerd.
- Diverse natuurgebieden, waaronder het ten zuiden van het dorp Hude gelegen bosgebied Hasbruch met zijn monumentale oude bomen, elders nog een aantal kleine bossen en hoogveenreservaten. Via de gemeente kan men een rondleiding door het Hasbruch met gids aanvragen (aanbevolen vanwege drassige gedeelten en het risico van verdwalen).

## Belangrijke of beruchte personen in relatie tot de gemeente
- Heinz Witte-Lenoir (* 17  februari 1880 in Lintel, gemeente Hude; † 17 februari 1961 in Hude), kunstschilder: leerling van Gerhard Bakenhus, woonde vele jaren in Frankrijk en India,  rond 1911 bevriend met Rabindranath Tagore en Amedeo Modigliani, maakte zgn. monotypes voor Edgar Degas, zag zijn in Duitsland aanwezige werk in de nazi-tijd grotendeels als Entartete Kunst vernietigd worden
- Helmut Poppendick (Hude, 6 januari 1902 - Oldenburg, 11 januari 1994), arts en SS-Oberführer tijdens de Tweede Wereldoorlog.

## Partnergemeentes
Er bestaan jumelages met:
| Stad                  | Land                                           | sedert |
| --------------------- | ---------------------------------------------- | ------ |
| Arnage                | Frankrijk                                      | 1983   |
| Kröpelin              | Duitsland, deelstaat Mecklenburg-Voor-Pommeren | 1991   |
| Fiume Veneto          | Italië                                         | 2002   |
| Nowe Miasto Lubawskie | Polen                                          | 2003   |
| Šalčininkai           | Litouwen                                       | 2015   |